# Lena Conzendorf
Lena Conzendorf (* 17. Oktober 1991 in Warstein) ist eine deutsche Schauspielerin und Musicaldarstellerin.

## Leben
Lena Conzendorf wuchs im Ortsteil Belecke der Stadt Warstein auf. Von 2012 bis 2015 absolvierte sie eine Ausbildung an der German Musical Academy (GMA) Osnabrück, von 2014 bis 2017 studierte sie Musical am Institut für Musik der Hochschule Osnabrück, Schauspielunterricht erhielt sie bei Tim Garde.
In der Saison 2016/17 spielte sie am Theater Liberi in Bochum in Aschenputtel – das Musical von Helge Fedder die Rolle der Guten Fee und der Magd, in der darauffolgenden Saison verkörperte sie die Titelrolle. Im Sommer 2017 spielte sie die Rolle der Prinzessin in Ritter Roland & Prinzessin Willnicht unter Espen Nowacki. Weitere Engagements hatte sie unter anderem am Theater Osnabrück und am Schmidts Tivoli. 2021 stand sie in verschiedenen Rollen bei den Schlossfestspielen Ettlingen auf der Bühne.
Im Kurzfilm Catching Glimpse von Mirko Witzki war sie 2017 als Avaleen zu sehen. Ab November 2021 (Folge 3712) verkörperte sie die Rolle der Köchin Josephine „Josie“ Klee in der ARD-Telenovela Sturm der Liebe. Sie bildete zusammen mit Sandro Kirtzel das Protagonistenpaar der 18. Staffel (Folge 3730–3957, 4018–4020). Als Tochter von Yvonne Klee, dargestellt von Tanja Lanäus, kehrte sie für kürzere Gastauftritte in dieser Rolle zurück. Gemeinsam mit Johannes Huth übernahm sie im Januar 2024 die Moderation des Sturm der Liebe-Podcasts. Im Juni 2024 stand sie für Dreharbeiten zum ZDF-Fernsehfilm Der schöne Schein aus der Reihe Inga Lindström in einer Hauptrolle vor der Kamera.

## Filmografie (Auswahl)
- 2017: Catching Glimpse (Kurzfilm)
- 2021–2023, 2024: Sturm der Liebe (Fernsehserie)
- 2023: Aktenzeichen XY ungelöst (Fernsehserie)
- 2023: Loving Her – Loving Queer (Fernsehserie)
- 2024: Pumpen – Schöne Beine (Fernsehserie)
- 2024: Senbazuru (Kurzfilm)